# Gripin
Gripin ist eine türkische Rockband aus Istanbul.

## Geschichte
Die Band wurde im Jahr 1999 in Istanbul gegründet.
2004 erschien das Debütalbum Hikayeler Anlatıldı, 3 Jahre später das zweite Album Gripin.
Mit dem im Jahr 2010 erschienenen Album M.S. 05.03.2010 konnte die Band große Erfolge feiern. Vor allem Songs wie Durma Yağmur Durma oder Beş wurden Radiohits.
Den Erfolg konnte Gripin zwei Jahre später mit dem vierten Album Yalnızlığın Çaresini Bulmuşlar festigen. Singleauskopplungen wie Aşk Nerden Nereye oder der Titelsong des Albums wurden vielfach auf sämtlichen türkischen Radiostationen gespielt und gehören heute zu den erfolgreichsten Aufnahmen der Band.
2016 wurde der Song Beni Boş Yere Yorma veröffentlicht, der ebenfalls bekannt wurde und ein Jahr später auf dem fünften Album Nasılım Biliyor Musun? mit aufgenommen wurde.
Im Jahr 2020 wurde der Track Ebruli herausgebracht, der Jahre zuvor bereits vom Musiker Yaşar gesungen wurde. 2021 folgte die Single Belki Çok Da Şey Yapmamak Lazım.
Des Weiteren hat Gripin mit anderen türkischen (Rock-)Sängern zusammengearbeitet, unter anderem Emre Aydın, Nilüfer, Pamela Spence oder Ferman Akgül. Mit dem Rapper Gazapizm entstand ebenfalls eine Kollaboration.

## Diskografie

### Alben
- 2004: Hikayeler Anlatıldı
- 2007: Gripin
- 2010: M.S. 05.03.2010
- 2012: Yalnızlığın Çaresini Bulmuşlar
- 2017: Nasılım Biliyor Musun?

### Livealben
- 2005: Hikayeler Anlatildi 2. Baski

### Singles
| - 2004: Boşver - 2004: Karışmasın Kimseler - 2004: Elalem - 2007: Böyle Kahpedir Dünya - 2007: Sensiz İstanbul'a Düşmanım (mit Emre Aydın) - 2007: Sustukların Büyür İçinde - 2007: Dalgalandım Da Duruldum - 2009: Komşu Kızı - 2010: Durma Yağmur Durma (Original: Haris Alexiou – Fevgo) - 2010: Sen Gidiyorsun - 2010: Beş - 2010: Gidenin Dostu Olmaz - 2011: Sensiz Olmaz Galatasaray - 2012: Sus Söyleme (mit Ahmet Koç) - 2012: Masum Kalmak İçin - 2012: Yalnızlığın Çaresini Bulmuşlar - 2012: Aşk Nerden Nereye - 2012: Bir Cevabım Var Mı? - 2012: Hayat Bana Güzel - 2012: Neden Bu Elveda (Original: Antonis Remos – Etsi Xafnika) - 2012: Vazgeçtim Ben Bugün - 2013: Hatıralar Hayal Oldu (mit Nilüfer) - 2014: Ayrılığın Hediyesi (mit Küçük İskender) - 2016: Beni Boş Yere Yorma | - 2017: Nasılım Biliyor Musun? - 2017: Sor Bana Sor - 2017: Elini Korkak Alıştırma - 2017: Hiç Utanmadan - 2017: Buldular Beni - 2018: Alem - i Fani (mit Gazapizm) - 2020: Yeter - 2020: Ebruli - 2021: Belki Çok Da Şey Yapmamak Lazım - 2022: Dillirga - 2022: Halledemedik (mit Kendimden Hallice) - 2023: Yanımda Kal - 2023: İçinde Tutma - 2023: Sokakların Dili - 2023: Hasret - 2024: Kimse Senin Gibi Sevmesin - 2024: Zamanın Bahçesinde - 2024: Sen Gidiyorsun (mit Anıl Şallıel) - 2024: Panorama Harem - 2024: Var Bir İhtimal - 2025: Kim Tutar Beni - 2025: Aklıma Ziyan - 2025: Gel (mit Şanışer) |

Quelle:

### Solo-Aufnahmen von Birol Namoğlu
- 2009: Hülyaya Bürünmüş (mit Serkan Çağrı)
- 2015: Muhtemel Aşk (mit yirmi7)
- 2020: Son Mevsim (mit Nafiz Dölek)
- 2021: Parmak İzlerin (mit Aydilge)

## Auszeichnungen
- 2007: Altın Kelebek Award in der Kategorie Beste Newcomer-Gruppe
- 2011: Kral Türkiye Müzik Award in der Kategorie Beste Musikgruppe
- 2011: Altın Kelebek Award in der Kategorie Beste Musikgruppe
- 2016: Altın Kelebek Award in der Kategorie Beste Musikgruppe